# Bald Hills Archeological District
Le Bald Hills Archeological District est un district historique américain dans le comté de Humboldt, en Californie. Protégé au sein du parc national de Redwood, cet ensemble de sites archéologiques est inscrit au Registre national des lieux historiques depuis le 9 juillet 1982.